# Burkina Faso aux Jeux olympiques d'été de 2024
Le Burkina Faso participe aux Jeux olympiques de 2024 à Paris. Il s'agit de sa 11e participation à des Jeux olympiques d'été.
Les athlètes Hugues Fabrice Zango et Marthe Koala sont désignés comme porte-drapeaux pour la cérémonie d'ouverture des Jeux olympiques d'été de 2024,.

## Nombre d’athlètes qualifiés par sport
Voici la liste des qualifiés et sélectionnés burkinabés par sport (remplaçants compris) :
| Sport      | Hommes | Femmes | Total |
| ---------- | ------ | ------ | ----- |
| Athlétisme | 1      | 1      | 2     |
| Cyclisme   | 0      | 1      | 1     |
| Judo       | 1      | 0      | 1     |
| Natation   | 1      | 1      | 2     |
| Taekwondo  | 2      | 0      | 2     |
| Total      | 5      | 3      | 8     |

## Résultats

### Athlétisme
| Athlètes             | Épreuve                  | Qualification | Qualification | Finale      | Finale |
| Athlètes             | Épreuve                  | Performance   | Rang          | Performance | Rang   |
| -------------------- | ------------------------ | ------------- | ------------- | ----------- | ------ |
| Marthe Koala         | Saut en longueur féminin | 6,59 m        | 11e           | 6,61 m      | 9e     |
| Hugues Fabrice Zango | Triple saut              | 17,16 m       | 2e            | 17,50 m     | 5e     |

### Cyclisme sur route
| Athlète    | Compétition     | Temps   | Rang    |
| ---------- | --------------- | ------- | ------- |
| Awa Bamogo | Course en ligne | Abandon | Abandon |

### Judo
| Athlète     | Compétition           | 1er tour                  | 2e tour             | Quart de finale     | Demi-finale         | Repêchage           | Finale / CB         | Rang    |
| Athlète     | Compétition           | Adversaire Résultat       | Adversaire Résultat | Adversaire Résultat | Adversaire Résultat | Adversaire Résultat | Adversaire Résultat | Rang    |
| ----------- | --------------------- | ------------------------- | ------------------- | ------------------- | ------------------- | ------------------- | ------------------- | ------- |
| Carmel Kone | Moins de 90 kg hommes | Han Ju-yeop Défaite 00-10 | Éliminé             | Éliminé             | Éliminé             | Éliminé             | Éliminé             | Éliminé |

### Natation
| Athlète           | Épreuve                 | Séries  | Séries | Demi-finales | Demi-finales | Finale   | Finale   |
| Athlète           | Épreuve                 | Temps   | Rang   | Temps        | Rang         | Temps    | Rang     |
| ----------------- | ----------------------- | ------- | ------ | ------------ | ------------ | -------- | -------- |
| Iman Kouraogo     | 50 m nage libre femmes  | 26 s 66 | 59e    | Éliminée     | Éliminée     | Éliminée | Éliminée |
| Souleymane Napare | 100 m nage libre hommes | 30 s 33 | 62e    | Éliminé      | Éliminé      | Éliminé  | Éliminé  |

### Taekwondo
| Athlète         | Compétition    | Éliminatoires            | Quart de finale     | Demi-finale         | Repêchage           | Finale / CB         | Rang    |
| Athlète         | Compétition    | Adversaire Résultat      | Adversaire Résultat | Adversaire Résultat | Adversaire Résultat | Adversaire Résultat | Rang    |
| --------------- | -------------- | ------------------------ | ------------------- | ------------------- | ------------------- | ------------------- | ------- |
| Ibrahim Maïga   | Moins de 68 kg | Hakan Reçber Défaite 0-2 | Éliminé             | Éliminé             | Éliminé             | Éliminé             | Éliminé |
| Faysal Sawadogo | Moins de 80 kg | Stefan Takov Défaite 0-2 | Éliminé             | Éliminé             | Éliminé             | Éliminé             | Éliminé |